# What I've Done
What I've Done is een nummer van de Amerikaanse rockband Linkin Park. Geschreven begin 2007 door Mike Shinoda, Brad Delson en Chester Bennington en geproduceerd door Shinoda en Rick Rubin, werd het nummer in op 2 april 2007 uitgebracht als leadsingle van het derde studioalbum Minutes to Midnight. Het is het eerste nieuwe nummer van de band in een tijdsbestek van drie jaar en kenmerkt volgens de band de nieuwe richting waarin de band ging het best. De single werd ook gekozen voor de soundtrack van de Transformers-film.
De single deed op commercieel gebied goed en is samen met In the End uit 2001 en New Divide uit 2009 een van de bestpresterende singles van de band. Het nummer debuteerde onder andere op basis van sterke digitale verkopen op de zevende positie in de Amerikaanse Billboard Hot 100. De live-uitvoering op de cd/dvd Road to Revolution: Live at Milton Keynes werd in 2010 genomineerd voor de Grammy Award for Best Hard Rock Performance.

## Release
Dit liedje is anders dan de vorige Linkin Park liedjes. De drums zijn rauwer, hetzelfde geldt voor de gitaren en de vocalen zijn niet verdrievoudigd. Dit is precies hoe producer Rick Rubin het heeft gewild. Met dit liedje willen wij afscheid nemen van hoe we waren.
What I've Done is het laatste nummer dat voor Minutes to Midnight is geschreven.. Toen de band het album aan vrienden liet luisteren, kregen ze te horen dat er iets miste. De band had ruim veertien maanden aan het album gewerkt en nu dreigde opnieuw een vertraging. Maar dit probleem was snel opgelost: ruim een week later was de single af. Platenlabel Warner Bros., op de hoogte van de band's nieuwe koers, benadrukte dat de eerste single het gat tussen het oude en het nieuwe materiaal moest overbruggen zodat de "overgang soepeler zou gaan".
Leadzanger Chester Bennington onthulde voor de release in een interview met MTV de eerste regel van het nummer: "In this farewell, there is no blood, there is no alibi", waaruit duidelijk wordt dat de band anders klinkt. Het nummer gaat over het geconfronteerd worden met fouten uit het verleden en het besluit om met een nieuwe lei te beginnen.

## Compositie
Het nummer begint met een Halloween-achtig stukje piano, met daarna vintage-drums om dan over te gaan in rauw gitaarspel. De coupletten bestaan uit de basgitaar, de drums, het pianospel en aan het einde gescratch. Het refrein bevat uit de enkelgelaagde vocalen van Bennington. Op de brug is een gitaarsolo van Brad Delson te horen, de eerste single van de band waarop hij dit uitvoert. Het nummer verschilt van de voorgaande Linkin Park singles omdat het geen leadvocalen bevat van Mike Shinoda (op Breaking the Habit na), behalve een korte gedeelte in het laatste refrein waar hij "na na na" zingt. Ook bevat What I've Done geen schreeuwvocalen van zanger Chester Bennington, in tegenstelling tot de vorige albums. Op het album, begint het nummer na een synthesizerinterlude, dat is toegevoegd aan het einde van het vorige albumtrack Shadow of the Day. Aan het begin van What I've Done is de synthesizer nog een halve seconde te horen. Deze halve seconde is verwijderd op de radio edit.

## Lek
Op 1 april was What I've Done uitgelekt en was op diverse plaatsen online te beluisteren, maar Warner trad al snel op en liet de sites het nummer verwijderen. Op 2 april, kort na middernacht, werd het nummer ter gedownload beschikbaar gesteld op iTunes, waar ook de mogelijkheid was om de video te downloaden. Ook was het vanaf die dag mogelijk het nummer te streamen op hun officiële website. De videoclip werd kort daarna toegevoegd als stream.

## Videoclip
DJ Joseph Hahn van de band heeft de videoclip voor de single geregisseerd en koos ervoor het te schieten in de woestijn van Californië. Op 2 april ging de videoclip in première en een dag later in Nederland. De band speelt het nummer met allerlei geluidsinstallaties rondom hen, afgewisseld met opnames van actuele onderwerpen. Er zijn misdaden van de mens te zien, zoals de opwarming van de Aarde, oorlog, hongersnood en vernietiging. Ook ziet men een afbeeldingen en video-opnames van historische figuren, zoals Mahatma Gandhi, Moeder Teresa, Boeddha, Abraham Lincoln, Robert F. Kennedy, Fidel Castro en Jozef Stalin. Als het nieuwe logo van de band voor het eerst verschijnt, aan de voorkant van Rob Bourdon's drums, bestaat het logo uit een volledig witte cirkel met de zwarte letters "LP" erin. Het echte logo is echter geen volledige cirkel en dit werd verbeterd door enkele witgedeeltes met zwart plakband weg te plakken. Deze videoclip is de eerste clip na Papercut waarin Brad zijn grote koptelefoon niet op heeft. What I've Done staat in de top tien van YouTube's meest bekeken video's met meer dan dertig miljoen kijkers, tot na een conflict met Warner YouTube alle Warner-gerelateerde videomateriaal van diens website verwijderde.

### Belangrijke figuren in de video
- Auschwitz.
- Buddha.
- Fidel Castro.
- Burgers van minst ontwikkelde landen.
- Een burgerrecht demonstratie in Birmingham (Alabama).
- De Egyptische piramides.
- Mahatma Gandhi.
- Adolf Hitler.
- Saddam Hoessein.
- John F. Kennedy.
- Ku Klux Klan.
- Lincoln Memorial.
- Sultan Ahmetmoskee.
- Benito Mussolini.
- Kernproeven.
- Clips over hongersnood en Opwarming van de Aarde.
- De terroristische aanslagen van 11 september 2001.
- Jozef Stalin.
- Moeder Teresa.
- De Vitruviusman.
- Mao Zedong.

### Alternatieve videoclip
Er bestaat een tweede, alternatieve videoclip van What I've Done, speciaal voor Australië met een andere scenario dan de eerste. De videoclip vertelt het verhaal van een vrouw, werkend voor een farmaceutische instelling, beheerd door een overheid, waar men een plan heeft voor een nieuw virus met als sociale controle doel. Met de hulp van verschillende mensen met een zwarte pet op en T-shirts met het logo van Linkin Park erop, smokkelt de vrouw het virus uit de laboratoria om de samenzwering openbaar te maken.

## Verschijningen in popcultuur
Het nummer is te horen in de trailer van The 11th Hour. Daarnaast is het nummer bespeelbaar in de videospel Guitar Hero: World Tour. Een remix van What I've Done is te vinden op de B-kant van Linkin Parks volgende single Bleed It Out.
De band is een grote fan van Transformers. Zo zijn er actiefiguren van de franchise in de videoclip van Somewhere I Belong te zien. De band vroeg aan Michael Bay, regisseur van de eerste live-action verfilming van Transformers, of het nummer op de soundtrack mocht staan. De single is op twee momenten te horen in de film. Als Sam Whitwicky, gespeeld door Shia LaBeouf, Mikaela Banes, gespeeld door Megan Fox, thuisbrengt en het nummer op de radio van Bumblebee te horen is. Daarnaast wordt het nummer tijdens de aftiteling afgespeeld. De samenwerking tussen Linkin Park ging door in 2009, toen Bay de band vroeg om de leadsingle voor Transformers: Revenge of the Fallen te schrijven en de band New Divide uitbracht.

## Commerciële ontvangst
What I've Done gooide hoge ogen in zowel de Verenigde Staten als het Verenigd Koninkrijk. In de Amerikaanse iTunes-chart kwam het tot de eerste positie, van de troon afgehouden door Timbalands Give It to Me. Door de hoge downloads, debuteerde het nummer op de zevende positie in de Billboard Hot 100 en op basis van grote radioairplay op de modern rock- en alternatieve radiostations, debuteerde het in de Billboard Modern Rock Tracks op de eerste plek. Het debuut op in de Hot 100 was het hoogste van de band tot New Divide in 2009 en is het op drie na hoogste notering van de band achter New Divide en In the End. Het bleef achttien weken achter elkaar op de eerste plek in de Modern Rock Tracks en deelt hiermee de derde plek in de lijst van de meest langste nummer 1-noteringen. Ook bereikte het de eerste plek van de Hot Mainstream Rock Tracks. In de Britse UK Singles Chart kwam de single binnen op #39 en steeg uiteindelijk door tot de zesde positie, de hoogste notering van Linkin Park ooit in dat land. What I've Done behaalde deze positie voor de fysieke release plaatsvond. In Nederland debuteerde het nummer, na drie weken te hebben doorgebracht in de tipparade op #37 in de Top 40 en bereikte uiteindelijk de 24ste positie.

### Benelux
| Binnen: 05-05-2007 | Binnen: 05-05-2007 | Binnen: 05-05-2007 | Binnen: 05-05-2007 | Binnen: 05-05-2007 | Binnen: 05-05-2007 | Binnen: 05-05-2007 | Binnen: 05-05-2007 | Binnen: 05-05-2007 | Binnen: 05-05-2007 |
| Week:              | 1                  | 2                  | 3                  | 4                  | 5                  | 6                  | 7                  | 8                  |                    |
| ------------------ | ------------------ | ------------------ | ------------------ | ------------------ | ------------------ | ------------------ | ------------------ | ------------------ | ------------------ |
| Positie            | 37                 | 34                 | 27                 | 24                 | 26                 | 32                 | 33                 | 39                 | uit                |

| Binnen: 14-04-2007 | Binnen: 14-04-2007 | Binnen: 14-04-2007 | Binnen: 14-04-2007 | Binnen: 14-04-2007 | Binnen: 14-04-2007 | Binnen: 14-04-2007 | Binnen: 14-04-2007 | Binnen: 14-04-2007 | Binnen: 14-04-2007 | Binnen: 14-04-2007 | Binnen: 14-04-2007 | Binnen: 14-04-2007 | Binnen: 14-04-2007 |
| Week:              | 1                  | 2                  | 3                  | 4                  | 5                  | 6                  | 7                  | 8                  | 9                  | 10                 | 11                 | 12                 |                    |
| ------------------ | ------------------ | ------------------ | ------------------ | ------------------ | ------------------ | ------------------ | ------------------ | ------------------ | ------------------ | ------------------ | ------------------ | ------------------ | ------------------ |
| Positie            | 77                 | 72                 | 58                 | 83                 | 28                 | 28                 | 38                 | 35                 | 45                 | 61                 | 64                 | 76                 | uit                |

### Certificaties
| Land             | Certificatie | Eenheden verkocht | Symbool |
| ---------------- | ------------ | ----------------- | ------- |
| Verenigde Staten | 2× platina   | 2.000.000+        | ▲       |
| Duitsland        | Platina      | 300.000+          | ●       |
| Japan            | Goud         | 15.000+           | ●       |

### Wereldwijd
| Land                | Lijst                      | Piek | Bron  |
| ------------------- | -------------------------- | ---- | ----- |
| 2012                |                            |      |       |
| Australië           | ARIA Charts                | 13   | [ 6 ] |
| Canada              | Canadian Hot 100           | 3    | [ 7 ] |
| Duitsland           | Musikmarkt Top 100         | 4    | [ 6 ] |
| Frankrijk           | Download Chart             | 17   | [ 6 ] |
| Ierland             | IRMA Top 100               | 7    | [ 6 ] |
| Italië              | FIMI Singles Chart         | 3    | [ 6 ] |
| Nederland           | Nederlandse Single Top 100 | 28   | [ 6 ] |
| Nederland           | Nederlandse Top 40         | 24   | [ 8 ] |
| Nieuw-Zeeland       | RIANZ                      | 9    | [ 6 ] |
| Noorwegen           | VG-Lista                   | 12   | [ 6 ] |
| Oostenrijk          | Ö3 Austria Top 40          | 8    | [ 6 ] |
| Polen               | Polish Airplay Chart       | 1    | [ 6 ] |
| Verenigd Koninkrijk | UK Singles Chart           | 6    |       |
| Verenigd Koninkrijk | UK Rock Chart              | 1    |       |
| Verenigde Staten    | Billboard Hot 100          | 7    | [ 7 ] |
| Verenigde Staten    | Top 40 Mainstream          | 17   | [ 7 ] |
| Verenigde Staten    | Pop 100                    | 8    | [ 7 ] |
| Verenigde Staten    | Adult Top 40 Tracks        | 21   | [ 7 ] |
| Verenigde Staten    | Modern Rock Tracks         | 1    | [ 7 ] |
| Verenigde Staten    | Hot Mainstream Rock Tracks | 1    | [ 7 ] |
| Vlaanderen          | Ultratip 50                | 26   | [ 6 ] |
| Wallonië            | Ultratop 50                | 24   | [ 6 ] |
| Zwitserland         | Schweizer Hitparade        | 6    | [ 6 ] |

### NPO Radio 2 Top 2000
| Nummer met noteringen in de NPO Radio 2 Top 2000 | '22  | '23  | '24 |
| ------------------------------------------------ | ---- | ---- | --- |
| What I've Done                                   | 1213 | 1067 | 910 |

1. ↑  Een vetgedrukt getal geeft de hoogste notering aan.
2. ↑  2022 was het eerste jaar met een notering voor dit nummer.

## Tracklist
Alle livenummers zijn op 13 augustus 2006 opgenomen in het Chiba Marine stadion in Tokio, Japan tijdens het Summer Sonic festival.

Alle muziek en teksten zijn geschreven door Linkin Park. 
| Nr. | Titel                       | Duur  |
| --- | --------------------------- | ----- |
| 1.  | What I've Done (radio edit) | 03:29 |
| 2.  | Faint (live in Japan)       | 02:45 |

| Nr. | Titel                           | Duur  |
| --- | ------------------------------- | ----- |
| 1.  | What I've Done                  | 03:28 |
| 2.  | Faint (live in Japan)           | 02:46 |
| 3.  | From the Inside (live in Japan) | 03:31 |

| Nr. | Titel                        | Duur  |
| --- | ---------------------------- | ----- |
| 1.  | What I've Done (music video) | 03:29 |
| 2.  | Faint (live in Japan; video) | 02:45 |

| Nr. | Titel                       | Duur  |
| --- | --------------------------- | ----- |
| 1.  | What I've Done (radio edit) | 03:29 |
| 2.  | Faint (live in Japan)       | 02:45 |

## Medewerkers
Linkin Park
- Chester Bennington: leadvocalen, achtergrondvocalen
- Rob Bourdon: drum, percussie
- Brad Delson: leadgitaar
- Joseph Hahn: DJ, scratching, programmering, sampling
- Phoenix: basgitaar
- Mike Shinoda: ritmisch gitarist, achtergrondvocalen, producer, remixer, keyboard

Productie
- Productie door Rick Rubin en Mike Shinoda
- Engineer: Andrew Scheps, Ethan Mates en Dana Nielsen, assistent engineer: Phillip Broussard, Jr.
- Studioproductie coördinator: Stephanie Ludoor, albumproductie coördinator: Lindsay Chase
- Opgenomen in de NRG Studios, gemixt in de Paramount Studios
- Gemixt door Neal Avron, geassisteerd door George Gumbs en Nicholas Fournier
- Protoolsengineer: Erich Talaba
- Gemasterd door Dave Collins at Collins Audio

- A&R: Tom Whalley, A&R-coördinatie: Liza Joseph & Trish Evangelista
- Marketingdirecteur: Peter Stenish
- Creatieve regie door Frank Maddocks, Ellen Wakayama, Mike Shinoda en Joe Hahn, artregie: Frank Maddocks en Nikos Constant
- Design: Frank Maddocks

Emily Armstrong · Chester Bennington · Rob Bourdon · Colin Brittain · Brad Delson 
Dave Farrell · Joe Hahn · Scott Koziol · Mike Shinoda · Mark Wakefield